# Cavea (theater)

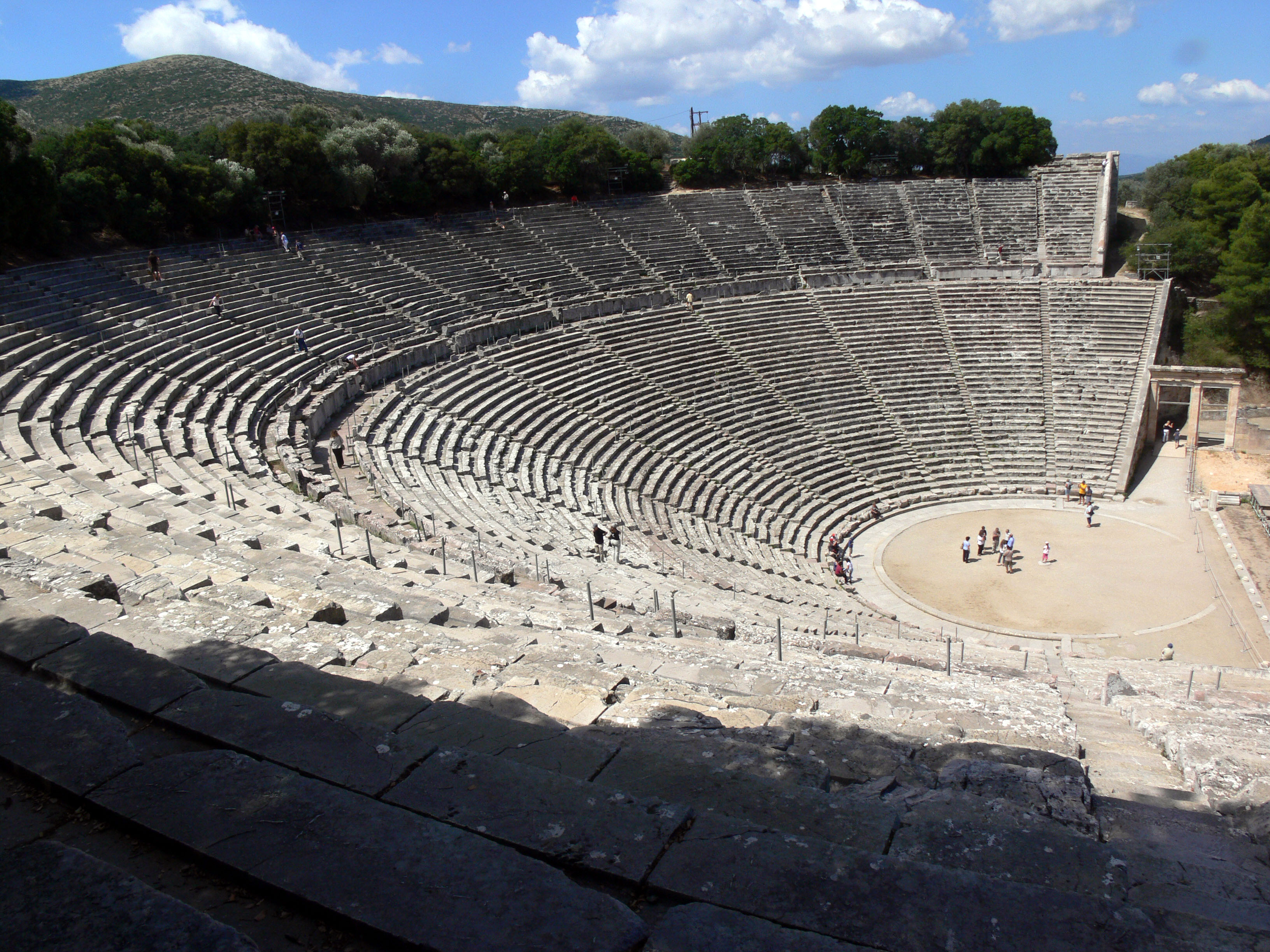
De koilon van het Theater van Epidaurus

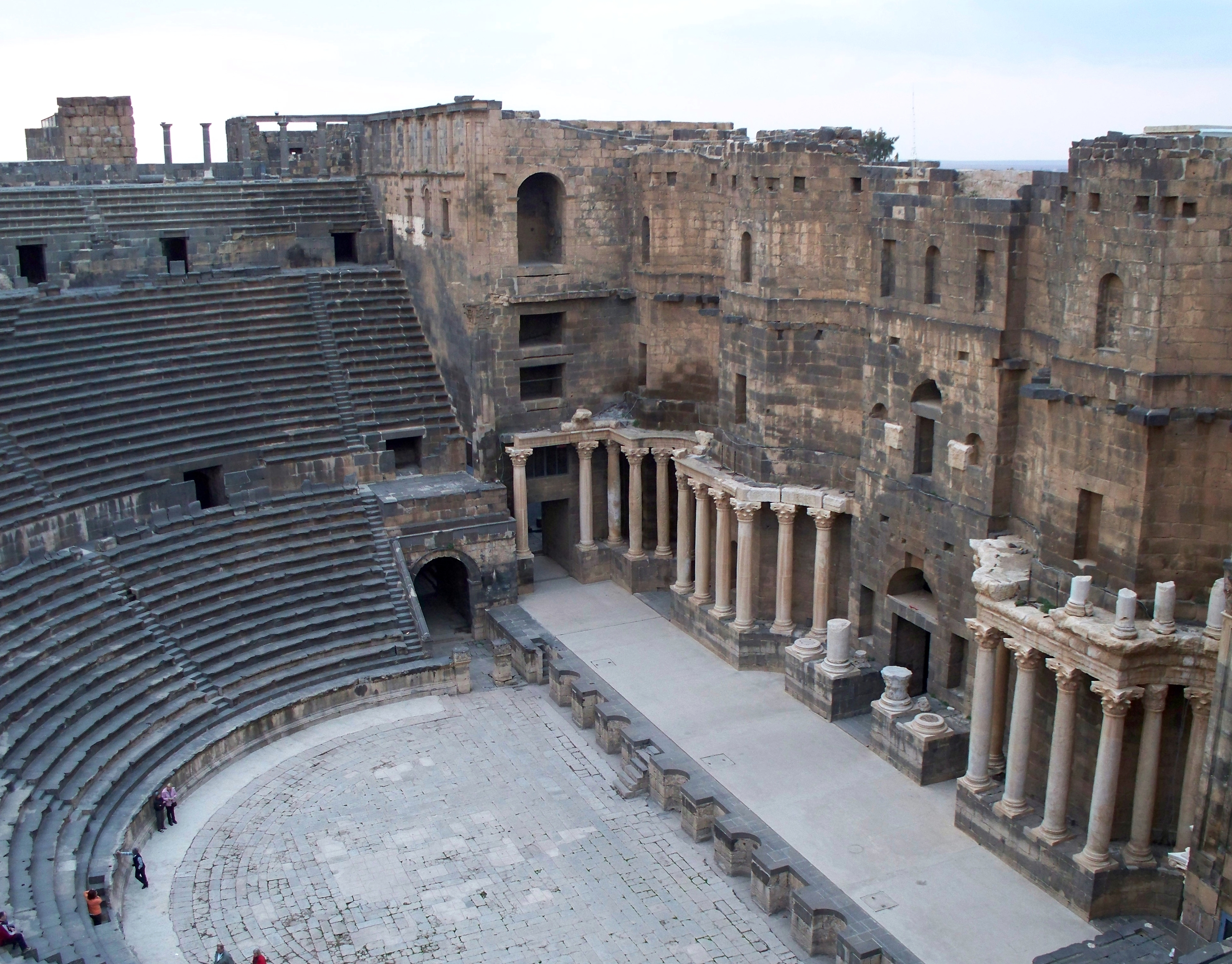
De cavea van het Theater van Bosra

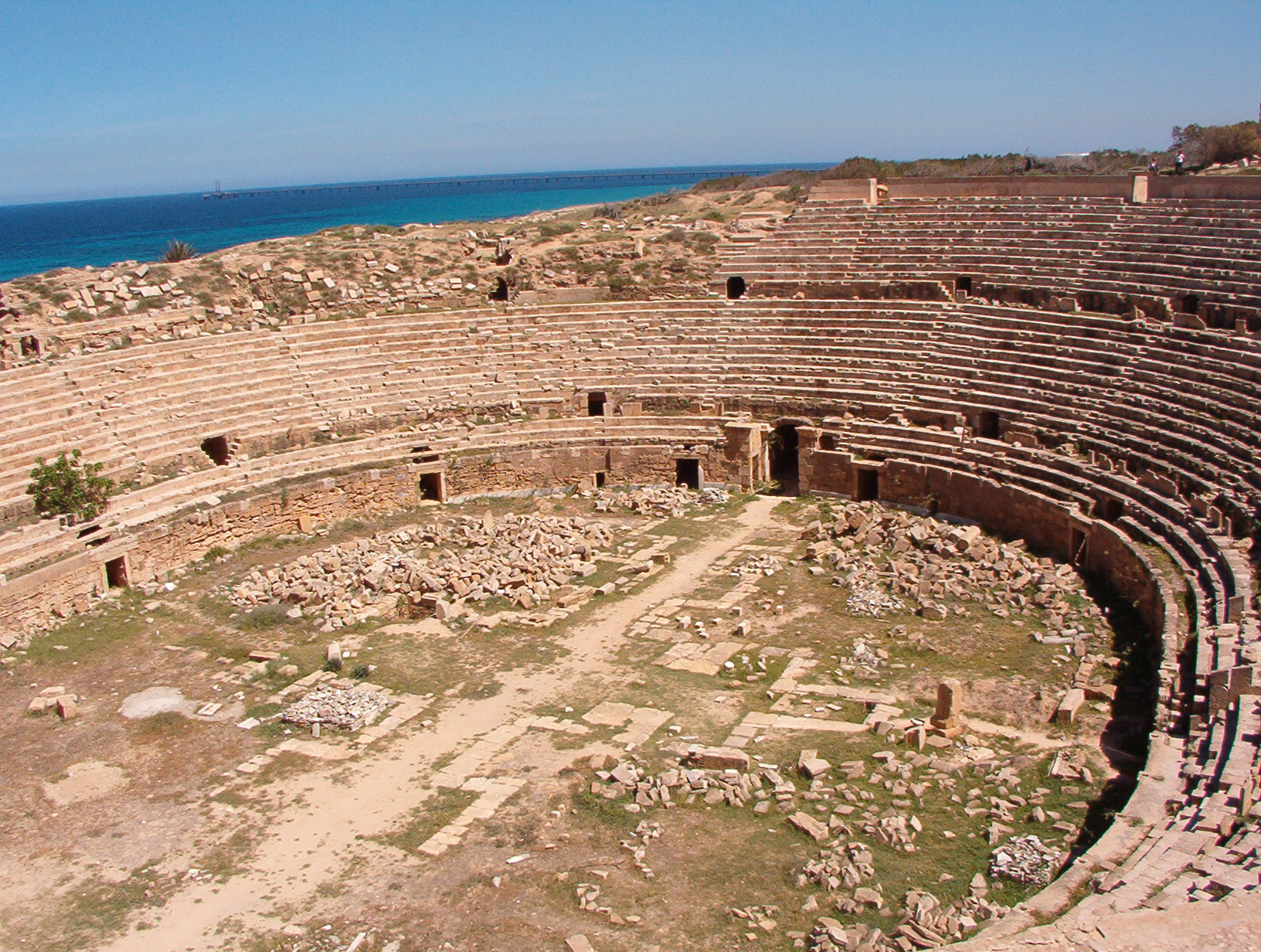
De cavea van het Amfitheater van Leptis Magna

De cavea was in een antiek Grieks of Romeins theater de plaats waar de toeschouwers plaatsnamen. De cavea is het antieke equivalent van de moderne tribune.

## Architectuur
De cavea vindt zijn oorsprong in het Griekse theater, waar de tribune theatron of koilon werd genoemd. De eerste Griekse theaters bestonden uit tijdelijke houten constructies, waarbij de bezoekers direct om de orchestra heenzaten. Vanaf de 5e eeuw v.Chr. werden de Griekse theaters veelal tegen de helling van een heuvel aan gebouwd, waarbij de orchestra met het losstaande podium onderaan de heuvel lagen. De koilon bestond uit concentrische  half-cirkelvormige rijen van stenen banken, met radiaal lopende trappartijen, die tegen de heuvelhelling waren gebouwd. 
De Romeinen kopieerden het concept van het Griekse theater, maar brachten enkele wijzigingen aan. In plaats van een los podium bouwden zij een grote podiummuur, die direct tegen de cavea aan werd gebouwd. Hierdoor ontstond een afgesloten geheel. Waar geen heuvel beschikbaar was, werd een kunstmatige fundering bestaande uit bogen en gewelven gebouwd, waar de cavea op steunde.Dit was onder meer het geval in Rome, waar in de 1e eeuw v.Chr. het Theater van Pompeius werd gebouwd, dat als model diende voor de latere Romeinse theaters. In tegenstelling tot de Griekse theaters, gebruikten de Romeinen ook hout voor de banken op de cavea. Dit leidde regelmatig tot grote branden. 
Het amfitheater komt weer voort uit het Romeinse theater. De cavea van een amfitheater is volledig rondom de arena gebouwd. Waar mogelijk bouwde men de cavea geheel of gedeeltelijk tegen heuvelhellingen aan, maar op veel plaatsen werd de cavea ondersteund door gemetselde of betonnen bogen en gewelven. Soms werd enkel een stenen buitenmuur gebouwd en bestond de gehele binnenconstructie uit hout. De amfitheaters in de noordelijke provincies van het rijk bestonden veelal uit een simpele aarden wal, waarop houten banken waren geplaatst.
In de grotere Romeinse theaters en amfitheaters was in de cavea een stelsel van gangen en trappen aanwezig om de toeschouwers naar hun zitplaats te leiden.

## Onderverdeling
De Romeinen maakten onderscheid in de verschillende secties van een cavea. Het was niet toegestaan om zomaar ergens plaats te nemen. Afhankelijk van zijn sociale positie kreeg iemand een goede of minder plaats toegewezen. 
- Ima cavea, de onderste rijen van de tribune. Dit waren de beste plaatsten van het theater, waar de notabelen zaten.
- Media cavea, de middelste sectie van de tribune.
- Summa cavea, de hoogste rijen zitplaatsen. Hier zaten de minder belangrijke burgers van een stad. In het Colosseum waren bijvoorbeeld helemaal boven staanplaatsen voor vrouwen en slaven.

## Trivia
- In het het Theater van Pompeius had de cavea officieel een ander doel dan het bieden van zitplaatsen. De censors in Rome hadden de bouw van een permanent stenen gebouw voor theatervoorstellingen lang verboden, omdat dit in hun ogen tot onzedelijk gedrag van de burgers kon leiden. Buiten Rome werden wel al stenen theaters gebouwd. Pompeius had maling aan deze ouderwetse ideeën en bouwde zijn theater gewoon. Hij liet bovenaan de cavea een tempel voor de godin Venus bouwen en bracht het zo dat de cavea niet meer was dan de trap die naar het heiligdom leidde. Nadat Pompeius het taboe had doorbroken werden binnen enkele decennia nog twee stenen theaters in Rome gebouwd.